# يحيزكيل كوتشر
يحيزكيل كوتشر (بالعبرية: יחזקאל קוטשר‏) (1 يونيو 1909 - 12 ديسمبر 1971) عالم وفقيه لغوي إسرائيلي تخصص في اللغة العبرية.
في عام 1961 مُنح كوتشر جائزة إسرائيل للعلوم الإنسانية . 

## سيرة شخصية
وُلد كوتشر عام 1909 في توبوتشاني في سلوفاكيا، التي كانت آنذاك جزءًا من الإمبراطورية النمساوية المجرية. درس في المدرسة الدينية في مسقط رأسه، وبعد ذلك في فرانكفورت. في عام 1931 هاجر إلى فلسطين تحت الانتداب البريطاني. واستكمل دراسته في مدرسة ميركاز هراف الدينية وفي مدرسة المعلمين التابعة لحركة مزراحي. وقام بالعمل بالتدريس لعدة سنوات تالية في العديد من المدارس في تل أبيب والقدس.
في عام 1941 أكمل دراساته في علم اللغة العبرية في الجامعة العبرية في القدس. وفي عام 1949 بدأ في إلقاء محاضرات في علم اللغة في الجامعة العبرية، واستمر في ذلك حتى وفاته. في عام 1960 تم تعيينه أستاذا. في عام 1958 بدأ في إلقاء المحاضرات في جامعة بار إيلان .
كان كوتشر عضوًا في أكاديمية اللغة العبرية لسنوات عديدة، ومن قبلها في لجنة اللغة العبرية التي حلت محلها الأكاديمية. وفي عام 1965 تم تعيينه محررًا لمجلة Leshonenu «لغتنا».
كان كوتشر يعتبر أعظم خبير في اللغة الآرامية في العالم حتى وفاته في عام 1971. اشتملت أعماله البحثية على دراسة خطوط مخطوطات المشنا المكتوبة باللغة العبرية، ومنها مخطوطة كوفمان ومخطوطات البحر الميت. ويؤكد في تلك الأبحاث أن مخطوطة كوفمان هي الأكثر أصالة من الميشناه.

## الجوائز
- في عام 1961 مُنح كوتشر جائزة إسرائيل للعلوم الإنسانية.[2]